# Апија-Парко Платани (Напуљ)
Апија-Парко Платани је насеље у Италији у округу Напуљ, региону Кампанија.
Према процени из 2011. у насељу је живело 66 становника. Насеље се налази на надморској висини од 77 м.